# NGC 1745
NGC 1745 est un amas ouvert associé à une nébuleuse en émission situé dans la constellation de la Dorade. Cet amas et cette nébuleuse sont situés dans le Grand Nuage de Magellan. Il a été découvert par l'astronome britannique John Herschel en 1836. 